# She Is Coming
She Is Coming (estilizado em letras maiúsculas) é o segundo extended play (EP) da artista musical estadunidense Miley Cyrus. Seu lançamento ocorreu em 31 de maio de 2019, por intermédio da RCA Records. O projeto é seu primeiro lançamento desde seu sexto álbum de estúdio Younger Now (2017), e seu primeiro EP desde The Time of Our Lives (2009). Foi originalmente planejado em ser o primeiro de três EPs de seis canções cada –seguido por She Is Here e She Is Everything– que juntos formariam o seu sétimo álbum de estúdio, She Is Miley Cyrus. No entanto, os dois últimos foram cancelados e o álbum completo adiado e retrabalhado.   
She Is Coming é descrito como um projeto pop com influências do hip hop, R&B, rock e trap. Cyrus colaborou com produtores incluindo Mike Will Made-It, Mark Ronson e Andrew Wyatt; e com outros artistas musicais como Ghostface Killah, RuPaul e Swae Lee. O EP recebeu de um modo geral, opiniões positivas dos críticos contemporâneos. Estreou na posição de número cinco na Billboard 200 (EUA) vendendo em sua primeira semana 36.000 unidades equivalente ao álbum. O primeiro single "Mother's Daughter" foi lançado em 11 de junho e atingiu a posição de número 54 na Billboard Hot 100 (EUA). Para promover o projeto, Cyrus performou em diversos festivais musicais europeus durante a primavera e o verão de 2019. O single autônomo de Cyrus, "Slide Away", foi lançado em 16 de agosto de 2019 e foi mais tarde inclusa no EP no quarto aniversário do projeto.

## Antecedentes
Cyrus colaborou com os produtores Mike Will Made-It, Mark Ronson e Andrew Wyatt para o seu sétimo álbum de estúdio até então sem título, sendo finalizado entre final de 2017 à maio de 2019. A primeira faixa dessas sessões de gravação foi "Nothing Breaks Like a Heart", lançado em 29 de novembro de 2018 e produzido por Ronson para o seu quinto álbum de estúdio Late Night Feelings (2019); atingiu a segunda posição na UK Singles Chart (Reino Unido) e a de número 43 na Billboard Hot 100 (EUA). Cyrus descreveu o som da canção como uma "boa e forte introdução" do que está por vir em seu futuro álbum.
Cyrus usou a frase "She Is Coming" pela primeira vez em sua rede social após sua participação no Met Gala em 6 de maio de 2019. Em 9 de maio, ela usou a frase novamente para anunciar que nova música seria lançada em 30 de maio. Em 27 de maio, foi anunciado que She Is Coming seria lançado em 31 de maio como um extended play com várias faixas, e não como um single como era especulado. Consequentemente, esse é o primeiro EP da artista desde The Time of Our Lives (2009). A arte da capa, fotografada por Gray Sorrenti, foi revelado naquele mesmo dia; a imagem em preto e branco mostra Cyrus parada em frente a câmera vestindo uma blusa top escrito "never mind the bollocks", fazendo referência ao álbum Never Mind the Bollocks, Here's the Sex Pistols (1977)  da banda Sex Pistols.
Após seu lançamento, Cyrus revelou que She Is Coming seria o primeiro de três EPs com "diferentes capítulos de uma trilogia" que juntos formariam um álbum completo com o título She Is Miley Cyrus. No entanto, o projeto acabou sendo cancelado, e Cyrus anunciou Plastic Hearts como o novo nome do projeto em outubro de 2020, com lançamento em 27 do mês seguinte.
Cyrus foi acusada de copiar o Instagram de uma artista, Stephanie Sarley, após o lançamento de vários vídeos curtos promovendo o She Is Coming, em que Cyrus é vista "comendo frutas sugestivamente, divulgando seu próprio número de telefone gratuitamente e dedilhar ainda mais das frutas".

## Composição
She Is Coming é um projeto pop com influências do hip hop, rock, trap e elementos do R&B. Cyrus descreveu que o lançamento dos três EPs provavelmente seria "sazonal"; ela relatou She Is Coming como um "desejo de leveza e aconchego" do verão, e She Is Here e She Is Everything como "mais frio e um pouco obscuro", devido aos seus lançamentos próximo ao outono.

## Promoção

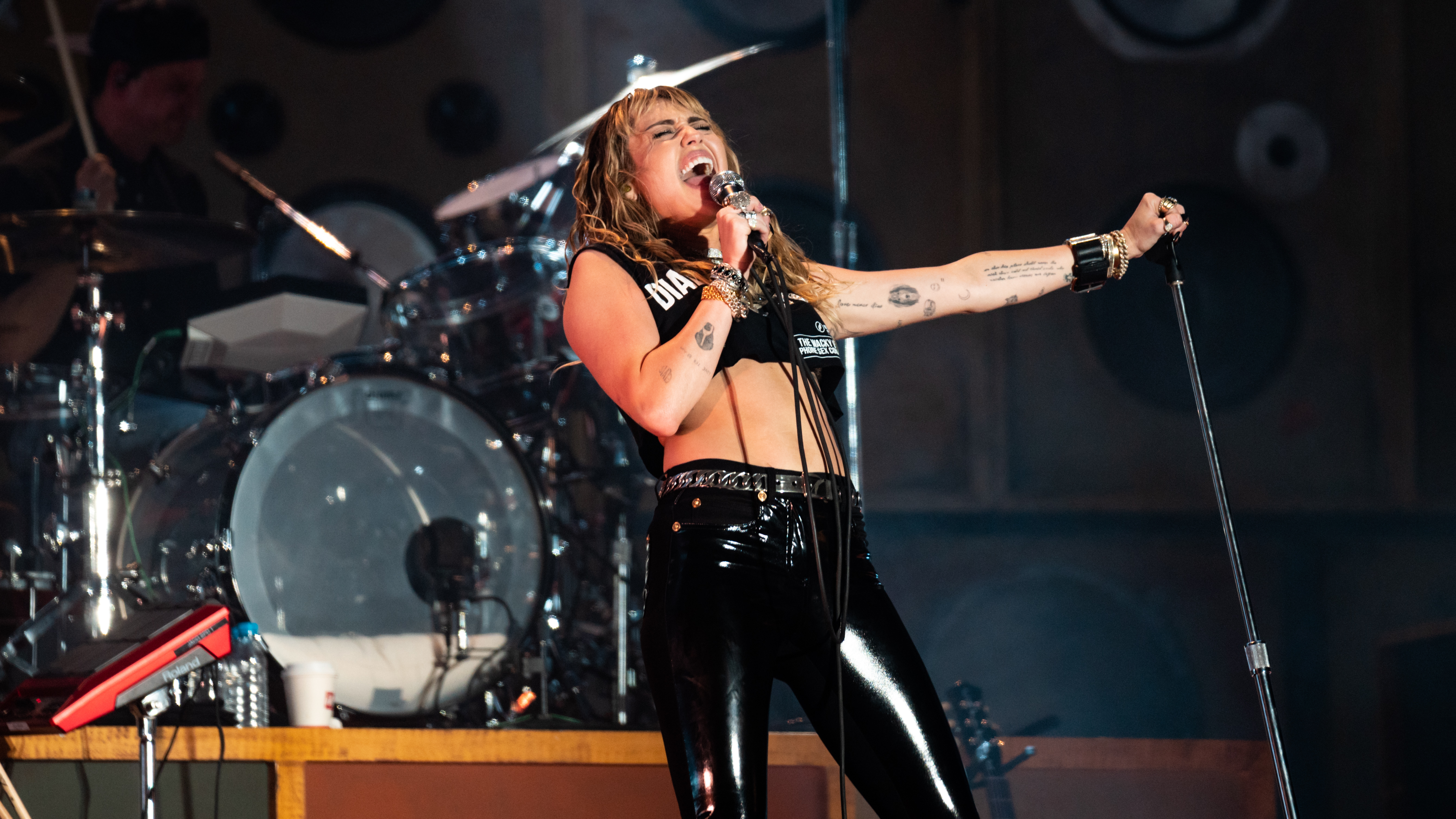
Cyrus se apresentando em Barcelona no Primavera Sound, maio de 2019.

Sam Keywanfar, fundador da companhia de rede de compras MilkMoney, reconheceu que Cyrus conceituou grande parte da campanha de marketing para She Is Coming. Cyrus lançou a linha "1-833-SHE-IS-MC", que reproduz aleatoriamente mensagens pré-gravadas pela artista e solicita que os chamadores deixem uma mensagem, coincidindo com o lançamento de She Is Coming. Versões internacionais da linha foram lançadas na Austrália, Canadá, Peru, Polônia, Cingapura, Espanha e o Reino Unido. A linha telefônica estadunidense apareceu em anúncios exteriores em Las Vegas, Los Angeles, Miami, Nashville, Cidade de Nova Iorque e em Londres por quatro semanas após o lançamento do EP. O número da linha também virou tema em várias mercadorias de sua loja online, incluindo um preservativo vendido por US$20 que foi particularmente discutido.
Cyrus performou pela primeira vez "Cattitude", "D.R.E.A.M.", e o primeiro single "Mother's Daughter", no BBC Radio 1's Big Weekend em North Yorkshire em 25 de maio de 2019. Cyrus também fez apresentação no Primavera Sound em Barcelona em 31 de maio, no Orange Warsaw Festival em Warsaw em 1 de junho. no Tinderbox em Odense em 28 de junho, no Festival de Glastonbury em Somerset em 30 de junho, e no Festival Sunny Hill em Pristina em 2 de agosto. Nos Estados Unidos, ela participou do iHeartRadio Music Festival de 2019 em Las Vegas em 21 de setembro. Tom Poleman, presidente da programação nacional do iHeartMedia, afirmou que a participação de Cyrus foi um fator significativo que "impulsionou a venda de ingressos para o evento". Cyrus também estava prevista como atração no Woodstock 50 no Watkins Glen, Nova Iorque em 16 de agosto. Sua participação foi confirmada quando a programação do evento foi anunciada no dia 19 de março; ela desistiu de se apresentar no dia 30 de julho, e o evento foi cancelado por completo no dia seguinte.

### Singles
Após o anúncio do lançamento de She Is Coming, o produtor Mike Will Made It confirmou através do Twitter que "Party Up the Street" com Swae Lee seria o primeiro single do EP, após responder um fã. Posteriormente, o seu lançamento não ocorreu e "Mother's Daughter" foi lançado como primeiro single do projeto em 11 de junho 2019.
Em 16 de agosto de 2019, a canção "Slide Away" foi lançada como single autônomo da artista, e foi adicionada no alinhamento das faixas em 31 de maio de 2023 em comemoração ao quarto aniversário do EP.

## Análise da crítica e desempenho comercial
| Críticas profissionais | Críticas profissionais |
| Pontuações agregadas   | Pontuações agregadas   |
| Fonte                  | Avaliação              |
| ---------------------- | ---------------------- |
| Metacritic             | 64/100                 |
| Avaliações da crítica  |                        |
| Fonte                  | Avaliação              |
| The Guardian           | [ 1 ]                  |
| Los Angeles Times      | Positivo               |
| NME                    | [ 15 ]                 |
| Pitchfork              | 4.6/10                 |
| Slant Magazine         | [ 34 ]                 |
| Consequence of Sound   | B-                     |
| AllMusic               | [ 36 ]                 |

De um modo geral, She Is Coming foi recebido positivamente pelos críticos de música. No Metacritic, que atribui uma classificação normalizada de 100 a críticas de publicações populares, o EP recebeu uma pontuação média de 64, com base em 9 análises, o que indica "análises geralmente positivas". Aimee Cliff do The Guardian sentiu que She Is Coming misturou com sucesso influências musicais dos lançamentos anteriores de Cyrus "sem recorrer ao estereótipo extremo" em termos de promoção e elogiou Cyrus por "fazer algumas das melhores canções pop em anos". Mike Neid do Idolator descreveu o EP como "o suficiente para mais uma vitória para a hitmaker", e descreveu o verso de Ghostface Killah em "D.R.E.A.M." como uma "vibe matadora" e "Cattitude" como uma "falha gritante". Mikael Wood do The Los Angeles Times descreveu o EP como "um meio de entreter as crianças" que surgiram na indústria desde o último projeto de Cyrus, e elogiou a cantora por possuir "uma energia maluca que te remete por que foi divertido prestar atenção em Cyrus no começo da carreira."
She Is Coming estreou na posição quinta posição na Billboard 200 (EUA) vendendo em sua primeira semana 36.000 unidades equivalente ao álbum, sendo que 12.000 foram em vendas puras. Essa foi a 12ª entrada da artista no top dez.

## Alinhamento das faixas
| N.º | Título                               | Compositor(es) | Produtor(es)            | Duração |  |
| 1.  | "Mother's Daughter"                  | Miley Cyrus Andrew Wyatt Alma Miettinen | Wyatt                   | 3:39    |  |
| 2.  | "Unholy"                             | Cyrus Wyatt Ilsey Juber Jasper Sheff John Cunningham                                                                                           | Cunningham Sheff        | 2:10    |  |
| 3.  | "D.R.E.A.M." (com Ghostface Killah)  | Cyrus Cunningham Juber Clifford Smith Corey Woods David Porter Dennis Coles Isaac Hayes Jason Hunter Lamont Hawkins Robert Diggs Russell Jones | Cunningham RZA          | 2:48    |  |
| 4.  | "Cattitude" (com RuPaul)             | Cyrus Wyatt Miettinen Juber Rupaul Andre Charles                                                                                               | Wyatt King Henry        | 3:09    |  |
| 5.  | "Party Up the Street" (com Swae Lee) | Cyrus Wyatt Khalif Malik Ibn Shaman Brown Asheton Hogan Michael Williams II                                                                    | Mike Will Made It Pluss | 3:37    |  |
| 6.  | "The Most"                           | Cyrus Juber Mark Ronson Jonny Price Marcus Lomax Stefan Johnson Brandon Joyner Burton                                                          | Ronson BJ Burton        | 3:41    |  |

| Faixa bônus digital |                                         |         |  |
| N.º                 | Título                                  | Duração |  |
| 7.                  | "Mother's Daughter" (White Panda Remix) | 2:55    |  |
| Duração total:      | Duração total:                          | 22:01   |  |

| Edição estendida de 2023 |                |                                   |                         |         |  |
| N.º                      | Título         | Compositor(es)                    | Produtor(es)            | Duração |  |
| 7.                       | "Slide Away"   | Cyrus Miettinen Wyatt Williams II | Wyatt Mike Will Made It | 2:55    |  |
| Duração total:           | Duração total: | Duração total:                    | Duração total:          | 23:00   |  |

Créditos de samples
- "D.R.E.A.M" contém elementos de "C.R.E.A.M.", escrito e performado por Wu-Tang Clan.
- "Cattitude" contém elementos de "Sweet Pussycat of Mine", performada por RuPaul.

## Desempenho nas tabelas musicais
| Tabela musical (2019)                 | Melhor posição |
| ------------------------------------- | -------------- |
| Alemanha (Offizielle Top 100)         | 74             |
| Austrália (ARIA)                      | 10             |
| Áustria (Ö3 Austria Top 40)           | 21             |
| Bélgica (Ultratop de Flandres)        | 21             |
| Bélgica (Ultratop de Valônia)         | 35             |
| Canadá (Billboard)                    | 4              |
| Chéquia (ČNS IFPI)                    | 9              |
| Dinamarca (Hitlisten)                 | 12             |
| Escócia (Official Charts Company)     | 35             |
| Espanha (PROMUSICAE)                  | 17             |
| Estados Unidos (Billboard 200)        | 5              |
| Finlândia (Suomen virallinen lista)   | 11             |
| França (SNEP)                         | 85             |
| Irlanda (IRMA)                        | 19             |
| Itália (FIMI)                         | 44             |
| Letónia (LAIPA)                       | 6              |
| Lituânia (AGATA)                      | 4              |
| Noruega (VG-lista)                    | 4              |
| Nova Zelândia (RMNZ)                  | 14             |
| Reino Unido (Official Charts Company) | 18             |
| Suíça (Schweizer Hitparade)           | 27             |

## Certificações
| Região | Certificação | Unidades/vendas |
| --- | ------------ | --------------- |
| Brasil (PMB) | Ouro         | 20.000‡         |
| *vendas baseadas apenas na certificação ^distribuições baseadas apenas na certificação ‡vendas+valores de streaming baseados apenas na certificação |              |                 |

## Histórico de lançamentos
| Região | Data               | Formato(s)                 | Grav. | Ref.   |
| ------ | ------------------ | -------------------------- | ----- | ------ |
| Várias | 31 de maio de 2019 | Download digital streaming | RCA   | [ 61 ] |